# Confine tra Andorra e Francia
Il Confine tra Andorra e Francia ha una lunghezza di 57 km ed interessa il nord di Andorra ed il sud della Francia.

## Caratteristiche
Andorra è racchiusa tra la Francia e la Spagna. La linea di confine inizia alla triplice frontiera tra Andorra, Francia e Spagna posta ad occidente di Andorra. Segue poi un andamento generale verso est fino alla seconda triplice frontiera tra Andorra, Francia e Spagna.

## Comuni collocati lungo la frontiera
Dal lato francese, da ovest verso est, si incontrano i seguenti comuni: Auzat, Lercoul, Siguer, Gestiès, Aston, Mérens-les-Vals, L'Hospitalet-près-l'Andorre, Porté-Puymorens, Porta.
Dal lato di Andorra si trovano: La Massana, Ordino, Canillo e Encamp.